# Kejom
Pour les articles homonymes, voir Babanki.
Le kejom, aussi appelé babanki (ou encore finge, kedjom, kejeng, kidzem, kidzom), est une langue bantoïde des Grassfields parlée par environ 39 000 personnes (2011) dans la région du Nord-Ouest au Cameroun, dans le département du Mezam et l'arrondissement de Tubah, particulièrement dans les villages de Kedjom Ketinguh et Kedjom Keku.